# ラストドライブ 〜涙と笑顔の免許返納!家族の絆物語〜
『ラストドライブ〜涙と笑顔の免許返納！家族の絆物語〜』は、BS-TBSにて、2019年9月5日と9月19日に放送されたバラエティー番組である。その後何度か再放送されている。二回分を二時間番組として再放送することもある。

## 概要
昨今増えている高齢者による自動車事故。その度に話題にあがる「免許返納」。まだ踏み出せない人、決心した人…免許返納に向き合ったとき見えてきた家族の絆物語に密着する。

## 出演者
- ヒデ（ペナルティ）
- 門脇佳奈子

## スタッフ
- ナレーター：窪田等
- 構成：辻健一、雨宮裕也、渡部隆太、中尾拓彦
- カメラ：渡部公臣、前地星人、鈴木哲也
- 音声：谷口健二、田木武土、高橋勝彦
- EED：藤河優
- MA：小林育
- 音効：古川恵未
- ヘアメイク：井田夕喜
- 技術協力：スウィッシュ・ジャパン、タイムリー、ミヤギテレビサービス、麻布プラザ、Ventuno
- リサーチ：フルタイム
- AD：辻貴裕、森田大輝、田名綱晃二
- AP：森山史崇、小林奈々子
- ディレクター：中山幹雄、小川剛、田村育、角田瞬、水嶋孝夫、川崎貴博
- 演出：山本カンスケ
- プロデューサー：黒木彩香（BS-TBS）、大谷重雄（吉本興業）、加茂忠夫（オフィスクライン）
- 制作協力：吉本興業、オフィスクライン
- 制作著作：BS-TBS